# خط منتصف القص
خط منتصف القص (بالإنجليزية: midsternal line)‏ يقع في مقدمة الصدر وهو واحد من أهم الخطوط العمودية وهو يمثل الخط المنصف لعظم القص لدى الإنسان. وهو يعتبر مكونا للمستوى الوسطي (المحوري) (بالإنجليزية: median plane)‏ أو المستوى السهمي النصفي (بالإنجليزية: midsagittal plane)‏ وهو اسم آخر لنفس المستوى وهو الذي يقسم الجسم إلى شقين أيمن وأيسر وقد سمي بالمستوى المحوري لأنه يقع في محور الجسم وسمي بالوسطي لأنه يقع في وسط الجسم وسمي بالسهمي لأن نقاط تماسه مع سطح الجسم البشري الخارجي تشبه سهما على شكل قطع مكافئ يمر من أمام الجسم إلى خلفه متخذا مسارا يشبه منحنى قطع مكافئ ويشتمل هذا المستوى على خط منتصف الجسم أو الخط المحوري (بالإنجليزية: midline)‏. وكل هذه المستويات و الخطوط هي مستويات وخطوط وهمية الغرض منها المساعدة في تحديد موقع عضو أو تركيب ما داخل الجسم البشري فمثلا قمة القلب (بالإنجليزية: apex of the hart)‏ تقع في مكان عميق بالنسبة للفراغ بين الضلعي الأيسر الخامس (بالإنجليزية:  left fifth intercostal space)‏ وعلى مسافة 8-9 سنتيمترا من خط منتصف القص.